# ティファニー・タン
ティファニー・タン（唐 嫣、1983年12月6日 - ）は、中華人民共和国の女優。上海市出身。愛称=糖糖(táng táng)タンタン。

## 経歴
1983年12月6日、行政職員である父と外資系企業職員である母のもとに上海市南市区（2000年に黄浦区に編入）で生まれた。
2001年、18歳のときに第3回SLEKスタービューティーコンテスト（第三届舒蕾世纪星选美比赛全国电视总决赛）でグランプリに輝いた。
2004年、チャン・イーモウ監督に「オリンピックベィビー」として見出され、アテネ・オリンピックの閉会式の舞台に立つ。
2005年からテレビドラマへの出演を果たし、2008年、ウォレス・フォらとともにテレビドラマ『仙剑奇侠传三』で、温和でありながら芯の強さをもつ紫萱を好演し、人気を集めた。
2010年、『夏家三千金』で純粋で優しい夏天美役を熱演し、2013年ラブコメディー時代劇『金蘭良縁』で軽快で明るい江湖女子の玉麒麟役で高い人気を獲得し、中国大学生テレビドラマ部門で最も好感度の高い女優に選ばれた。
2016年、主演ドラマ『王女未央-BIOU-』が再生回数230億回を超える大ヒットを記録、自身も第22回華鼎賞優秀女優賞を受賞した。また、同作品をきっかけに共演者の中国人俳優羅晋（ルオ・ジン）と交際を開始、2018年10月末に結婚を発表し、ウィーンで結婚式を挙げた。2019年10月19日に妊娠していることを発表し、2020年2月に双子を出産した。

## 出演作品

### 映画
2007年
- 神槍手與智多星
- デンジャラス・ゲーム

2008年
- ジャッキー・チェン カンフー・キッド

2009年
- 風雲 ストームウォリアーズ

2011年
- 東成西就2011

2014年
- 露水紅顔

2015年
- ドラゴン・クロニクル 妖魔塔の伝説

2016年
- 夢想合伙人
- バウンティ・ハンターズ
- 大話西遊3

2017年
- 対決! 広東料理vsフレンチ

2018年
- レイダース 欧州攻略

### テレビドラマ
2005年
- 风满楼
- 貞観長歌

2006年
- 没有语言的生活
- 现代美女

2007年
- 离别也是爱
- 神枪手与智多星
- 棒子老虎鸡
- 风云2

2008年
- 生于80后
- 仙剑奇侠传三

2009年
- パンダマン〜近未来熊猫ライダー〜（原題：熊猫人）
- 闪婚
- 梦想光荣1942

2010年
- 夏家三千金

2011年
- 广告风云
- 无懈可击之高手如林
- 爱情睡醒了
- 轩辕剑之天之痕
- 夏家三千金

2012年
- 乱世佳人
- X女特工
- 面包树上的女人
- 格子间女人

2013年
- 金蘭良縁[4]（原題：金玉良缘）
- 风云天地
- 千金女贼
- 爸爸快长大

2014年
- 活色生香
- マイ・サンシャイン〜何以笙簫默〜[5]（原題：何以笙箫默）

2015年
- ダイヤモンドの恋人（原題：克拉恋人）

2016年
- 王女未央-BIOU-（原題：锦绣未央）

2018年
- 归去来

2019年
- あなたを見つけたい 〜See you again〜（原題：时间都知道、英語名：see you again）

2020年
- 燕雲台-The Legend of Empress-（原題：燕云台）